# Теория узлов
Теория узлов — изучение вложений одномерных многообразий в трёхмерное евклидово пространство или в сферу {\displaystyle S^{3}}. В более широком смысле предметом теории узлов являются вложения сфер в многообразия и вложения многообразий в целом.

## Основные понятия теории узлов
Вложение (чаще — его образ) несвязной суммы {\displaystyle \mu } экземпляров окружности в {\displaystyle \mathbb {R} ^{3}} или {\displaystyle S^{3}} называется зацеплением кратности {\displaystyle \mu }.
Зацепление кратности {\displaystyle \mu =1} называется узлом.
Узлы, составляющие данное зацепление, называются его компонентами.
Объемлемо-изотопические классы зацеплений называются типами зацеплений. Зацепления одного типа называются эквивалентными.
Зацепление, состоящее из некоторых компонент зацепления {\displaystyle L}, называется его частичным зацеплением.
Говорят, что зацепление распадается (или расщепляется), если два его частичных зацепления разделены в {\displaystyle S^{3}} двумерной сферой.

### Некоторые типы зацеплений
- Зацепление «{\displaystyle 0,\;0,\;\ldots ,\;0}», лежащее в плоскости в {\displaystyle \mathbb {R} ^{3}}, называется тривиальным.
- Зацепление называется брунновым, если распадается каждое его частичное зацепление, кроме него самого.
- Наиболее изучены кусочно линейные зацепления. Рассмотрение гладких или локально плоских топологических вложений в {\displaystyle \mathbb {R} ^{3}} приводит к теории совпадающей с кусочно линейной.
- Кроме плоскости всякое зацепление можно расположить на стандартно вложенной в {\displaystyle \mathbb {R} ^{3}} замкнутой поверхности. Например, зацепление можно расположить на незаузленном торе или кренделе, тогда такое зацепление будет называться соответственно торическим, или крендельным.
- Зацепление, лежащее на границе трубчатой окрестности узла называется обмоткой узла {\displaystyle k}. Зацепление, которое можно получить многократным взятием обмоток, начиная с тривиального узла, называется трубчатым, или сложным кабельтовым.

### Задание зацеплений
Обычно зацепления задаются посредством так называемых диаграмм узлов и зацеплений. Этот способ тесно связан с понятием кос. Если в косе из {\displaystyle 2n} нитей соединить вверху и внизу по {\displaystyle n} пар соседних концов отрезками, то получится зацепление, называемое {\displaystyle 2n}-сплетением.
Другой способ конструирования зацеплений из кос состоит в замыкании кос. Если между двумя параллельными плоскостями {\displaystyle \Pi _{1}} и {\displaystyle \Pi _{2}} в {\displaystyle \mathbb {R} ^{3}} взять {\displaystyle 2m} ортогональных им отрезков и соединить их концы попарно {\displaystyle m} дугами в {\displaystyle \Pi _{1}} и {\displaystyle m} дугами в {\displaystyle \Pi _{2}} без пересечений, то сумма всех дуг и отрезков даст зацепление. Зацепление, допускающее такое представление, называется зацеплением с {\displaystyle m} мостами.

### Таблица узлов

Выдержка из таблицы узлов

Для классификации узлов составляют таблицы узлов — перечень диаграмм всех простых узлов, допускающих проекции на плоскость.
Для облегчения поиска и унификации узлы имеют стандартное обозначение: первая цифра указывает число двойных точек, а вторая (расположенная в индексе) — порядковый номер узла.
Помимо стандартного обозначения несколько простейших узлов имеют специальные названия. Например:
- узел {\displaystyle 3_{1}} — трилистник;
- узел {\displaystyle 4_{1}} — «восьмёрка», или узел Листинга;
- узел {\displaystyle 5_{1}} — узел «Печать Соломона».

Для многокомпонентных узлов в верхнем индексе указывается количество компонентов: например, зацепление двух колец имеет символическую запись {\displaystyle 2_{1}^{2}}.

### Инварианты узлов и зацеплений
Практически единственным способом доказательства неизоморфности узлов является применение инвариантов: сопоставляемых узлу (или зацеплению) чисел или выражений, не изменяющихся при его изотопии. Достаточным для доказательства неизоморфности тогда является нахождение инварианта, значения которого на данных двух узлах или зацеплениях различны. (Стоит отметить, что совпадение одного или нескольких инвариантов на двух узлах их изоморфности ещё не доказывает.)
Чаще всего, инварианты определяют только для ручных узлов (и зацеплений), строя их по диаграмме узла; проверка инвариантности в этом случае сводится к проверке, что построенный объект сохраняется при всех трёх преобразованиях Рейдемейстера.
Некоторые инварианты узлов и зацеплений:
- Число связных компонент
- Фундаментальная группа дополнения к зацеплению
- Число трёхцветных раскрасок — число способов раскрасить диаграмму зацепления в три цвета так, чтобы в каждом перекрёстке либо встречались все три цвета, либо только один
- Полином Александера
- Полином Конвея
- Полином HOMFLY
- Полином Джонса
- Инварианты Васильева (со значениями в пространстве хордовых диаграмм).

Изучение инвариантов узлов - часть более общей задачи о кольце когомологий пространства узлов. Численные инварианты узлов {\displaystyle M^{3}} - 0-мерные классы когомологий {\displaystyle M^{3}.} Любой инвариант описывается в терминах дискриминанта: каждой связной компоненте множества его неособых точек можно приписать его индекс, равняющийся разности значений инварианта двух близких узлов, разделенных этим участком. Для того, чтобы индексы определяли инвариант узлов, необходимо чтобы сумма участков (с соответствующими коэффициентами) не имела границы в пространстве отображений {\displaystyle S^{1}\to \mathbb {R} ^{3}.} Перечислением допустимых коэффициентов занимается теория гомологий. Наборы индексов могут быть представлены спектральной последовательностью {\displaystyle E_{r}^{p,q},} которая порождается стратификацией дискриминанта по типам вырождения соответствующих отображений. При {\displaystyle r+1} на находится в области {\displaystyle \{p,q\,|\,p<0,\,p+q\geq 0\}.} Более общо, любому элементу группы {\displaystyle E_{\infty }^{p,q}} соответствует класс {\displaystyle (p+q)}-мерных когомологий пространства узлов.
Можно рассматривать пространства узлов во всех {\displaystyle \mathbb {R} ^{n}} при {\displaystyle n>3.} При росте {\displaystyle n} для (фильтрованных) колец когомологий этих пространств выполняются свойства стабилизации и периодичности. Любой (конечномерный) класс когомологий пространства узлов реализуется индексом зацепления с некоторым циклом (бесконечной размерности, но конечной коразмерности) в дискриминанте {\displaystyle {\mathcal {D}},} который состоит из гладких отображений {\displaystyle \mathbb {R} ^{1}\to \mathbb {R} ^{n}} или {\displaystyle S^{1}\to \mathbb {R} ^{n},} которые не являются узлами (имеют особенности, т.е. самопересечение).
Если любой участок дискриминанта {\displaystyle {\mathcal {D}}} состоит из отображений {\displaystyle f:S^{1}\to \mathbb {R} ^{3},} которые имеют ровно одну точку самопересечения (в которой касательные векторы к двум локальным компонентам {\displaystyle f(S^{1})} порождают двумерную плоскость), то он должен иметь инвариантно определенную трансверсальную ориентацию в пространстве {\displaystyle {\mathcal {K}}} всех гладких отображений {\displaystyle S^{1}\to \mathbb {R} } (способ назвать одну из двух соседних компонент пространства узлов положительной, а другую - отрицательной).

## Приложения теории узлов
Значение теории узлов для изучения трёхмерных многообразий определяется, прежде всего, тем, что всякое замкнутое ориентируемое трёхмерное многообразие можно представить в виде накрывающего сферы {\displaystyle S^{3}}, разветвлённого над некоторым зацеплением (теорема Александера). Более того, всякое ориентируемое связное трёхмерное многообразие рода 1 (то есть линзовое пространство) гомеоморфно двулистному разветвлённому накрывающему некоторого зацепления с двумя мостами, и зацепления с двумя мостами эквивалентны тогда и только тогда, когда гомеоморфны их двулистные разветвлённые накрывающие. Этот факт полезен как для описания трёхмерных многообразий, так и для классификации узлов.
Другим важным средством, доставляемым теорией узлов для изучения трёхмерных многообразий, является исчисление оснащённых зацеплений Кёрби.
Помимо этих и многих других применений теории узлов в топологии, её приложения включают также изучение особенностей плоских алгебраических кривых, а в многомерной ситуации — изолированных особенностей комплексных гиперповерхностей, гладкие структуры на сферах, конструирование динамических систем и слоений. Имеются попытки применить теорию узлов в символической динамике и математической теории турбулентности.

## История теории узлов
По-видимому, Гаусс был первым, кто рассматривал узел как математический объект. 
Он считал, что анализ явлений заузливания и зацепливания является одной из основных задач «geometris situs». 
Сам Гаусс мало написал об узлах и зацеплениях, однако его ученик Листинг посвятил узлам значительную часть своей монографии.
К концу XIX века Тэт и К. Литл  составили таблицы простых узлов, имеющих не более 10 пересечений, и таблицы альтернирующих простых узлов, имеющих не более 11 пересечений.
В 1906 году Титц впервые применил фундаментальную группу для доказательства нетривиальности узла. В 1927 году Дж. Александер  и Л. Бриге, используя коэффициенты кручения гомологии двулистных и трёхлистных разветвлённых циклических накрывающих, различили все табулированные узлы с 8 пересечениями и все узлы, за исключением трёх пар, с 9 пересечениями.
В 1928 году Александер предлагает многочлен, названный его именем, но и с его помощью не удалось убедиться в различности всех 84 узлов, имеющих не более 9 пересечений. Этот последний шаг сделал Рейдемейстер, рассмотревший коэффициенты зацепления в диэдральных разветвлённых накрывающих.
В 1980 годах Конвей разработал нотацию узлов, названную его именем.